# Chuyến bay 1086 của Delta Air Lines
Chuyến bay 1086 của Delta Air Lines (DL1086) là một chuyến bay quốc nội thường xuyên giũa sân bay Atlanta và sân bay LaGuardia, New York. Vào ngày 5 tháng 3 năm 2015, chiếc McDonnell Douglas MD-88 chạy chếch ra khỏi đường băng của sân bay LaGuardia ở New York.< Chiếc máy bay lao vào tường rào và phá hủy xấp xỉ 940 foot (290 m)tường rào trước khi lơ lửng trên gờ  vịnh Flushing. Tuy không có bất kì thiệt hại nào về người nhưng có 24 người bị thương. Chiếc máy bay hư hỏng nặng, nguyên nhân tai nạn đang được điều tra và rất có thể do thời tiết xấu.

## Hành khách
| Quốc tịch | Người |
| --------- | ----- |
| Canada    | 2     |
| Brazil    | 1     |
| Mỹ        | 129   |
| Tổng cộng | 132   |